# Трбушна аорта
Абдоминална аорта је највећа артерија у трбушној шупљини. Као део аорте, она је директан наставак силазне аорте грудног коша.

## Нормална анатомија абдоминалне аорте
Абдоминална аорта почиње када десцедентни део грудне аорте прође кроз аортлни хиатус на дијафрагми у висини доње ивице тела 12 торакалног пршљена. Она се затим спушта ретроперитонеалним простором у средњој линији испред тела пршљенова све до нивоа тела 4 лумбалног пршљена. На том нивоу се дели на две заједничке илијачне артерије. 
Током свог пута кроз абдомен даје своје висцералне и паријеталне гране. Висцералне гране служе за исхрану органа трбушне дупље а најзначајније су: 
- цилијачно стабло,
- горња мезентерична артерија,
- лева и десна ренална артерија, и
- доња мезентерична артерија.